# Фопин
Фопи́н (кит. упр. 佛坪, пиньинь Fópíng) — уезд городского округа Ханьчжун провинции Шэньси (КНР). Уезд назван по крепости Фопин.

## История
При империи Цин в 1825 году из юго-западной части уезда Чжоучжи и северо-восточной части уезда Янсянь был создан Фопинский комиссариат (佛坪厅). После Синьхайской революции в Китае была проведена реформа структуры административного деления, и комиссариаты были преобразованы в уезды — так в 1913 году появился уезд Фопин.
Во время гражданской войны этот регион был занят войсками коммунистов в декабре 1949 года. В 1951 году был создан Специальный район Наньчжэн (南郑专区), и уезд вошёл в его состав. В октябре 1953 года Специальный район Наньчжэн был переименован в Специальный район Ханьчжун (汉中专区). В 1958 году уезд Фопин был расформирован, а его территория разделена между уездами Янсянь, Чжоучжи и Шицюань. В 1961 году уезд Фопин был воссоздан. В 1969 году Специальный район Ханьчжун был переименован в Округ Ханьчжун (汉中地区).
В 1996 году постановлением Госсовета КНР были расформированы округ Ханьчжун и город Ханьчжун, и образован городской округ Ханьчжун.

## Административное деление
Уезд делится на 1 уличный комитет и 6 посёлков.